# Wolf Düwel
Wolf Düwel (* 2. Oktober 1923; † 1993) war ein deutscher Slawist.

## Leben
Wolf Düwel trat als 22-Jähriger Ende 1945 in Rostock in den neu gegründeten Kulturbund (der aufgrund der erst 1949 erfolgten DDR-Staatsgründung noch nicht den Zusatz „DDR“ trug) ein. Anfang 1946 nahm er an der Rostocker Universität am Institut für Slawistik ein Studium auf. Schon 1947 hielt er erste öffentliche Vorträge über russische Literaturklassiker und 1948/49 arbeitete er an Publikationen über revolutionäre russische Schriftsteller. Er ging später nach Berlin an die Humboldt-Universität, wo er bis 1951 noch Anglistik, Vergleichende Sprachwissenschaft und Philosophie studierte. Von November 1950 bis August 1951 war er, ebenso wie Ralf Schröder, Teilnehmer eines einjährigen „Sonderlehrgangs für wissenschaftlichen Nachwuchs in der Slawistik“ zur schnellen Qualifizierung für die akademische Lehre, eingerichtet aufgrund des Mangels an slawistischem Lehrpersonal in der DDR.
Auf dem I. Bundeskongress des Kulturbundes im Mai 1947 wurde er als Vertreter der Studentenschaft in den Präsidialrat des Kulturbundes gewählt. Er blieb dem Gremium von da an fast ununterbrochen zugehörig. Auf dem II. Bundeskongress 1949 hielt er eine in der Presse wiedergegebene Rede, in der er gelobte ohne Unterlass für die nationale Einheit Deutschlands zu kämpfen. In seiner Rückschau 1981 zitierte er seine Rede anderslautend (und damit gemäß der geänderten Vorgabe seiner Staatsführung): „Vorwärts für die Stärkung der Deutschen Demokratischen Republik, für unsere nationale Unabhängigkeit […].“
Wolf Düwel wurde 1955 Mitglied des Deutschen Schriftstellerverbandes. Aus Anlass des 100. Geburtstages Anton Tschechows konstituierte sich Ende 1959 ein Tschechow-Komitee, zu dessen wissenschaftlichem Sekretär er ernannt wurde.
Düwel war Hochschullehrer: zuerst an der Humboldt-Universität zu Berlin, dann hatte er von 1966 bis 1970 eine Dozentur für russische Sprache an der Pädagogischen Hochschule Güstrow inne. Von 1970 bis 1979 unterrichtete er an der Pädagogischen Hochschule „Clara Zetkin“ in Leipzig russische und sowjetische Literatur. Hier wurde er 1974 zum ordentlichen Professor berufen. Wegen einer Erkrankung gab er diese Stelle auf.
Er vermittelte sein Fachwissen nebenher in Buchform. So entstand 1965 das studentische Standardwerk, das auch international Beachtung fand, namens Geschichte der klassischen russischen Literatur. An der Geschichte der russischen Literatur von den Anfängen bis 1917, erschienen 1986, war er maßgeblich beteiligt. Diese Publikation ersetzte gewissermaßen die erstgenannte als international anerkanntes Standardwerk. Düwel war – und dies nicht nur in seiner zeitweisen Funktion als Leiter des Lektorats Slawistik und stellvertretender Cheflektor des Aufbau-Verlags Berlin – an einer Vielzahl von Veröffentlichungen über Leben und Werk von Anton Tschechow beteiligt. Herausragend waren dabei die Monografie Anton Tschechow. Dichter der Morgendämmerung (1961), die durch wissenschaftliche Akribie und essayistische Brillanz besticht, und die achtbändige Tschechow-Ausgabe (1964–1969), die in der BRD und der Schweiz nachgedruckt wurde.
Die Vermittlung zwischen der deutschen und der sowjetischen Kultur und Wissenschaft ist Düwels größtes Verdienst. Er deckte ein Spektrum ab, das von Studien zur Rezeptionsproblematik, Auftreten auf internationalen Kongressen, dem Sich-Einbringen in die Textologische Kommission beim Internationalen Slawistenkomitee bis zur engen, produktiven Zusammenarbeit mit den Universitäten Moskau und Saratow, dem Gorki-Institut für Weltliteratur in Moskau und dem Musej Puschkinskij Dom (Museum der russischen Literatur) im damaligen Leningrad (heute Sankt Petersburg) reichte.

## Auszeichnungen
- Ehrennadel der Gesellschaft für Deutsch-Sowjetische Freundschaft in Gold
- Johannes-R.-Becher-Medaille in Silber
- Johannes-R.-Becher-Medaille in Gold

## Eigene Werke (Auswahl)
- Anton Tschechow. Dichter der Morgendämmerung (= Wege zur Literatur; Monographien; Band 7). Verlag Sprache und Literatur, Halle (Saale) 1961.

## Nachworte (Auswahl)
- Nachwort. In: Ivo Andrić: Das Fräulein. Roman (= AV Taschenbuch; Nr. 5). Aufbau-Verlag, Berlin 1958, S. 239–243.
  - Auch in: Das Fräulein. Roman (= Reclams Universal-Bibliothek; Nr. 8957–60). Verlag Philipp Reclam jun., Leipzig 1961, S. 291–295.
- Jeweiliges Nachwort. In: F. M. Dostojewski in Einzelbänden. Aufbau-Verlag, Berlin/Weimar 1956–1971.

## Herausgaben (Auswahl)
- Tribun der Menschheit. Russische Demokraten über Schiller (= Schriften an die deutsche Nation). Aufbau-Verlag, Berlin 1957.
- Geschichte der klassischen russischen Literatur. Herausgegeben von Wolf Düwel, Eberhard Dieckmann [u. a.]. Bearbeitet im Slawistischen Institut der Humboldt-Universität zu Berlin in Zusammenarbeit mit dem Institut für Slawistik der Deutschen Akademie der Wissenschaften zu Berlin sowie den Slawistischen Instituten der Universitäten Greifswald, Halle, Jena, Leipzig, Rostock und der Pädagogischen Hochschule Potsdam. Aufbau-Verlag, Berlin/Weimar 1965.
- Anton Tschechow: Gesammelte Werke in Einzelbänden. 8 Bände. Herausgegeben und übersetzt von G. Dick und W. Düwel. Mit Anmerkungen zum Text. Rütten & Loening, Berlin 1964–1969.
- Geschichte der russischen Literatur von den Anfängen bis 1917. 2 Bände. Herausgegeben von Wolf Düwel/Pädagogische Hochschule „Clara Zetkin“, Leipzig. Aufbau-Verlag, Berlin/Weimar 1986.
- Anton Tschechow: Ein Lesebuch für unsere Zeit (= Lesebücher für unsere Zeit). Auswahl und Einleitung von Wolf Düwel. Aus dem Russischen übersetzt von Gerhard Dick, Gudrun Düwel, Wolf Düwel, Hertha von Schulz, Georg Schwarz. 2., neubearbeitete Auflage 1987. Aufbau-Verlag, Berlin/Weimar 1987, ISBN 3-351-00577-6.